# Biserica Credinței, Ungaria
Biserica Credinței este o biserică penticostal-carismatică majoră din Ungaria. Comunitatea credincioșilor reprezintă una dintre cele mai mari biserici creștine penticostal-evanghelice din Europa și a patra biserică din Ungaria în ceea ce privește susținerea financiară (în baza direcționării impozitului de 1% către biserici).
Biserica Credinței acceptă rezultatele și valorile spirituale și morale ale Creștinismului Timpuriu și Reformei. Biserica Credinței este o susținătoare puternică a Sionismului Creștin și este bine cunoscută pentru angajamentul ei de a sprijini statul Israel. 

## Istoria
Biserica Credinței a fost fondată în 1979 de către un grup de șapte credincioși maghiari, conduși de către pastorul Sándor Németh, care conduce biserica până în prezent. Sándor Németh și soția lui Judit au fost unși pentru slujire de către renumitul învățător biblic Derek Prince. Independenta biserică penticostal-carismatică a funcționat în ilegalitate în anii regimului comunist. Activitățile și liderii bisericii au fost monitorizate în permanență de către serviciile secrete comuniste. Până în anul 1989, comunitatea ajunsese să numere 2.000 de membri. În 1989, statul maghiar a declarat Biserica Credinței ca fiind un cult recunoscut pe baza Actului 1895. XLIII.
Între anii 1995-1998 Biserica a susținut servicii de evanghelizare sub formă de conferințe, desfășurate pe parcursul a mai multor zile, în incinta Sălii Sporturilor din Budapesta (fosta construcție), numărul de participanți fiind în medie 10.000 de oameni (între care și oaspeți din străinătate, inclusiv din România).
Începând cu 10 octombrie 1998, Biserica din Budapesta deține în proprietate și folosește terenuri și clădiri situate în Parcul Credinței, desfășurându-și serviciile în Sala Credinței, continuând să organizeze conferințe creștine internaționale de mai multe ori pe an. În această perioadă au fost invitați în mod regulat să slujească diferiți predicatori străini renumiți, printre care: Rodney Howard-Browne, Marilyn Hickey, Derek Prince, Jerry Savelle, Creflo Dollar.
Astăzi, mai mult de 60.000 de credincioși participă în mod regulat la serviciile sale de închinare. Serviciul divin săptămânal de duminică al Bisericii este, în mod regulat, difuzat în direct de televiziunea ATV, dar și prin intermediul internetului, fiind tradus și transmis în mai multe limbi străine (engleză, germană, română, etc). Pe baza procentului de 1% din impozit desemnat bisericilor, Biserica Credinței este a patra cea mai susținută biserică din Ungaria.
Biserica pune un mare accent pe apariția și manifestarea în mass-media, canalele de media majore fiind:
- Hetek – Revista săptămânală a Bisericii, de informații, actualitate și cultură;[2]
- Új Exodus – Noul Exod (în traducere) – Revista teologică a Bisericii Credinței;[3]
- ATV – Canal de televiziune privat apropiat comunității Bisericii;[4]
- Vidám vasárnap – Duminica Veselă (în traducere) – Emisiunea ce transmite în direct pe canalul ATV serviciul divin de duminică al Bisericii.[5]

Editura Bisericii Credinței, Editura Új Exodus (Noul Exod) are editate aproape 1 milion de cărți (tiraj, nu titluri) scrise de renumiți autori creștini. CD-urile cu muzică și casetele s-au vândut în număr de mai multe sute de mii până acum.
Biserica Credinței urmează modelul biblic al bisericii auto-finanțate. Ea nu a primit niciun alt suport financiar din partea statului, cu excepția procentului de 1% desemnat bisericilor și a normativelor disponibile pentru școli.
Există circa 300 de biserici locale afiliate ale Bisericii Credinței ce funcționează în întreaga țară, dar și în afara granițelor Ungariei. Toate țările vecine, Austria, Elveția, Germania și SUA au, de asemenea, Biserici ale Credinței locale. În România există biserici locale în Târgu Mureș, Oradea, Cluj Napoca, Baia Mare, Satu Mare, Sfântu Gheorghe, Brașov, Miercurea Ciuc, Odorheiul Secuiesc, Gheorghieni, Timișoara, etc.
Majoritatea bisericilor locale își desfășoară serviciile de închinare pe proprietăți private. Cea mai mare proprietate deținută de Biserică este Sala Credinței, situată în Parcul Credinței din Budapesta, cu o capacitate de aproximativ 10.000 de oameni. Bisericile locale din Pécs, Debrecen, Nyíregyháza și Salgótarján sunt, de asemenea, adăpostite de clădiri care pot găzdui mai mult de 1.000 de oameni.
Biserica Credinței susține școli elementare în Budapesta, Pécs, Nyíregyháza și Salgótarján și o grădiniță în Kecskemét. Colegiul Teologic acreditat de stat, Academia Sfântul Pavel funcționeză sub actuala titulatură din anul 1995 la Budapesta.
Fundația Culturală „Credință și Moralitate” prestează servicii sociale, oferă ajutor familiilor nevoiașe, se îngrijește de persoanele în vârstă și urmărește, de asemenea, învățarea, instruirea, distribuția de informații și servicii culturale.